# COMIT (Programmiersprache)
COMIT war die erste Programmiersprache, die Verarbeitung von Zeichenketten erlaubte. Sie wurde unter Federführung von Dr. Victor Yngve in den Jahren 1957–1965 am Massachusetts Institute of Technology auf einem Großrechner der Serie IBM 700/7000 entwickelt. Yngve legte die Sprache für den Einsatz in der Linguistik aus, genauer gesagt für den Bereich der computergestützten Übersetzung von natürlichen Sprachen. Die Entwicklung von COMIT gab den Anstoß für die Entwicklung von SNOBOL durch David J. Farber, Ralph E. Griswold und Ivan P. Polensky.